# Tyronne del Pino
Tyronne Gustavo del Pino Ramos, noto semplicemente come Tyronne (Las Palmas de Gran Canaria, 27 gennaio 1991), è un calciatore spagnolo, attaccante del Malut Utd.

## Caratteristiche tecniche
È un'ala destra.

## Carriera
Cresciuto nelle giovanili del Las Palmas, ha esordito in prima squadra l'11 dicembre 2010 in un match di Coppa del Re perso 3-0 contro lo Xerez.

## Statistiche

### Presenze e reti nei club
Statistiche aggiornate al 16 gennaio 2018.
| Stagione          | Squadra           | Campionato        | Campionato | Campionato | Coppe nazionali | Coppe nazionali | Coppe nazionali | Coppe continentali | Coppe continentali | Coppe continentali | Altre coppe | Altre coppe | Altre coppe | Totale | Totale | Totale |
| Stagione          | Squadra           | Comp              | Pres       | Reti       | Comp            | Pres            | Reti            | Comp               | Pres               | Reti               | Comp        | Pres        | Reti        | Pres   | Reti   |        |
| ----------------- | ----------------- | ----------------- | ---------- | ---------- | --------------- | --------------- | --------------- | ------------------ | ------------------ | ------------------ | ----------- | ----------- | ----------- | ------ | ------ | ------ |
| 2010-2011         | Las Palmas        | SD                | 1          | 0          | CR              | 0               | 0               |                    | -                  | -                  |             | -           | -           | 1      | 0      |        |
| 2011-2012         | Las Palmas        | SD                | 0          | 0          | CR              | 0               | 0               |                    | -                  | -                  |             | -           | -           | 0      | 0      |        |
| 2012-gen. 2013    | Las Palmas        | SD                | 4          | 0          | CR              | 1               | 0               |                    | -                  | -                  |             | -           | -           | 5      | 0      |        |
| gen.-giu. 2013    | Barakaldo         | SB                | 14         | 1          | CR              | 0               | 0               |                    | -                  | -                  |             | -           | -           | 14     | 1      |        |
| 2013-2014         | Las Palmas        | SD                | 0          | 0          | CR              | 0               | 0               |                    | -                  | -                  |             | -           | -           | 0      | 0      |        |
| 2014-2015         | Huesca            | SB                | 37         | 12         | CR              | 2               | 0               |                    | -                  | -                  |             | -           | -           | 39     | 12     |        |
| 2015-2016         | Huesca            | SD                | 28         | 4          | CR              | 3               | 1               |                    | -                  | -                  |             | -           | -           | 31     | 5      |        |
| Totale Huesca     | Totale Huesca     | Totale Huesca     | 65         | 16         |                 | 5               | 1               |                    | -                  | -                  |             | -           | -           | 70     | 17     |        |
| ago. 2016         | Las Palmas        | PD                | 3          | 0          | CR              | 2               | 0               |                    | -                  | -                  |             | -           | -           | 5      | 0      |        |
| Totale Las Palmas | Totale Las Palmas | Totale Las Palmas | 8          | 0          |                 | 3               | 0               |                    | -                  | -                  |             | -           | -           | 11     | 0      |        |
| 2016-2017         | Tenerife          | SD                | 16         | 1          | CR              | 0               | 0               |                    | -                  | -                  |             | -           | -           | 16     | 1      |        |
| 2017-2018         | Tenerife          | SD                | 20         | 0          | CR              | 3               | 0               |                    | -                  | -                  |             | -           | -           | 23     | 0      |        |
| Totale Carriera   | Totale Carriera   | Totale Carriera   | 123        | 18         |                 | 11              | 1               |                    | -                  | -                  |             | -           | -           | 134    | 19     |        |